# الخطوط الجوية الجهوية
الخطوط الجوية الجهوية كانت شركة طيران مغربية خاصة أسست عام 1996، تتخذ من مطار محمد الخامس الدولي في الدار البيضاء مقراً لها، وتقوم بعمل رحلات لبعض دول أوروبا والمغرب العربي. كان أسطولها يتكون من 10 طائرات من طرازات مختلفة. عام 2009 توقفت الشركة عن العمل وتم إحداث شركة جديدة وتسميتها العربية للطيران المغرب 